# Академия смерти (телесериал)
«Академия смерти» (англ. Deadly Class) — американский сериал братьев Руссо, вышедший на экраны 16 января 2019 года. Молодёжная драма, снятая по мотивам одноимённого комикса Рика Ремендера.
Канал Syfy закрыл сериал после 1 сезона. Считается, что на данное решение повлияла публикация сериала в Интернете, и его уже после премьеры посмотрело множество людей, которых не учли в официальных рейтингах. Позже Рик Ремендер поделился переживаниями в Твиттере, объявив, что сериал не переедет на другие ресурсы, так как ему не удалось найти новый дом.

## Описание
Действия сериала разворачиваются в 1980-е годы. Главный герой, Маркус Лопес (Бенджамин Уодсворт), бездомный парень, выросший в приюте, попадает в специальную школу, где детей учат искусству убивать. Ученики постигают науку давать отпор власть имущим, ломают друг другу конечности, жестоко шутят, а разборки и вовсе могут доходить до смерти. Маркус становится изгоем, поскольку придерживается своих моральных принципов, несовместимых с жизнью убийцы. Он оказывается на дне школьной иерархии, оставаясь верным своему моральному кодексу, но в окружении жестоких сверстников это может стать опасным для его жизни.

## В ролях
- Бенедикт Вонг — Мастер Лин
- Бенджамин Уодсворт — Маркус Лопес
- Лана Кондор — Сайя Куроки
- Мария Габриела де Фария[исп.] — Мария Саласар
- Люк Тенни — Вилли Льюис
- Лиам Джеймс — Билли Беннетт
- Мишель Дюваль[англ.] — Чико

## Список эпизодов

### Сезон 1 (2019)
| № общий | № в сезоне | Название                              | Режиссёр           | Автор сценария                     | Дата премьеры   | Произв. код | Зрители в США (млн) |
| --- | ---------- | ------------------------------------- | ------------------ | ---------------------------------- | --------------- | ----------- | ------------------- |
| 1 | 1          | «Пилот» «Pilot»                       | Ли Толанд Кригер   | Майлз Орион Фельд & Рик Ремендер   | 16 января 2019  | 101         | 0.355               |
| Pазочарованный бездомный подросток Маркус Лопес случайно попадает в элитную академию "Убийственные Искусства", где проходят обучение будущие убийцы. Школу посещают, в основном, дети киллеров, и Маркусу приходится ежедневно бороться за свое выживание. |            |                                       |                    |                                    |                 |             |                     |
| 2 | 2          | «Шум, шум, шум» «Noise, Noise, Noise» | Адам Кейн          | Рик Ремендер                       | 23 января 2019  | 102         | 0.438               |
| Маркуса мучает щемящее чувство вины, связанное с убийством Рори, поэтому он решает отвлечься, и закатывает вечеринку, на которую приходит вся школа. |            |                                       |                    |                                    |                 |             |                     |
| 3 | 3          | «Змеиная нора» «Snake Pit»            | Адам Кейн          | Кевин Родригес & Кристал Хотон Зив | 30 января 2019  | 103         | 0.435               |
| Маркус задумывает организовать шутливую войну между Наследниками и Крысами, когда все в это время только начинают подготовку к большому балу. |            |                                       |                    |                                    |                 |             |                     |
| 4 | 4          | «Люди-отражения» «Mirror People»      | Алексис Коричински | Майлз Орион Фельд                  | 6 февраля 2019  | 104         | 0.516               |
| Маркус и Сая стараются остаться в целости и сохранности, когда на школу нападают. Тем временем Саи вновь сталкивается со своим прошлым. |            |                                       |                    |                                    |                 |             |                     |
| 5 | 5          | «Саудади» «Saudade»                   | Адам Кейн          | Рик Ремендер                       | 13 февраля 2019 | 105         | 0.416               |
| Маркус отправляется в Лас-Вегас на опасную миссию, во время которой ему нужно ликвидировать отца Билли. Однако Маркус берет больше кислоты, чем нужно, и ставит под угрозу всю операцию.                                                                   |            |                                       |                    |                                    |                 |             |                     |
| 6 | 6          | «Клеймо мученика» «Stigmata Martyr»   | Пако Кабесас       | Алекс Эбель & Мэгги Бандур         | 20 февраля 2019 | 106         | 0.365               |
| Маркус и Мария вынуждены скрывать свои отношения от посторонних глаз, а также разбираться со смертью Чико и ее последствиями. |            |                                       |                    |                                    |                 |             |                     |
| 7 | 7          | «Будем выше» «Rise Above»             | Энтони Леонарди    | Хиллиард Гесс & Дэйв Энтони        | 27 февраля 2019 | 107         | 0.355               |
| Маркус рассказывает всю правду о Честере Сайе, и это приводит к тому, что их объявляют в розыск. |            |                                       |                    |                                    |                 |             |                     |